# Don Barclay
Don Barclay (Ashland (Oregon), 26 décembre 1892 – Palm Springs (Californie), 16 octobre 1975) était un acteur américain.

## Biographie
Bien que M. Mouche ait été joué en pré-production par Don Barclay, M. Mouche est une auto-caricature d'Ollie Johnston,.

## Filmographie
- 1915 : Fatty et Mabel à l'opéra (en) de Roscoe Arbuckle
- 1934 : Honky Donkey (en) de Gus Meins
- 1935 : Émeutes (Frisco Kid) de Lloyd Bacon
- 1936 : Man hunt de William Clemens
- 1936 : Treachery Rides the Range de Frank McDonald
- 1936 : We Went to College de Joseph Santley
- 1936 : The Lion's Den (en) de Sam Newfield
- 1936 : Bengal Tiger de Louis King
- 1936 : Fugitive in the Sky de Nick Grinde
- 1937 : Black Legion de Archie Mayo
- 1937 : A Family Affair de George B. Seitz
- 1937 : Navy Spy de Joseph H. Lewis
- 1937 : Sweetheart of the Navy de Duncan Mansfield
- 1937 : Chasseurs d'images ou Les Lanciers du déserts (I Cover the War), d'Arthur Lubin
- 1937 : My Dear Miss Aldrich de George B. Seitz
- 1937 : Behind the Mike de Sidney Salkow
- 1937 : Live Love and Learn de George Fitzmaurice
- 1938 : The Spy Ring de Joseph H. Lewis
- 1938 : Thunder in the Desert de Sam Newfield
- 1938 : Accidents Will Happen de William Clemens
- 1938 : Outlaw Express de George Waggner
- 1938 : Valley of the Giants de William Keighley
- 1938 : Sweethearts de W.S. Van Dyke
- 1942 : Larceny, Inc. de Lloyd Bacon
- 1950 : Cendrillon de Clyde Geronimi, Wilfred Jackson et Hamilton Luske
- 1951 : Alice au pays des merveilles de Clyde Geronimi, Wilfred Jackson et Hamilton Luske
- 1953 : Peter Pan de Clyde Geronimi, Wilfred Jackson et Hamilton Luske
- 1961 : Les 101 Dalmatien de Clyde Geronimi, Wilfred Jackson et Hamilton Luske
- 1964 : Mary Poppins de Robert Stevenson : M.. Binnacle